# Liberté (Algérie)
Pour les articles homonymes, voir Liberté (homonymie).
Liberté est un quotidien généraliste algérien en langue française. Fondé en juin 1992 dans un contexte d'ouverture de la presse écrite aux acteurs privés, le journal se maintient pendant près de trois décennies avant de cesser de paraître en avril 2022. Au niveau international, il est surtout connu pour publier dans chaque édition une caricature d'Ali Dilem.

## Histoire
Liberté a été créé le 27 juin 1992, par quatre associés, trois journalistes professionnels Hacène Ouandjeli, Ahmed Fattani, Ali Ouafek et l'homme d'affaires Issad Rebrab. Cette création est intervenue dans le contexte politique d'après-octobre 1988 où foisonnent des idées et des forces démocratiques face à un mouvement intégriste conquérant déjà et menaçant.
Le quotidien a payé un lourd tribut lors de la décennie noire avec quatre employés du journal, dont deux journalistes, assassinés par les groupes terroristes islamistes. Il s'agit de Ahmed Benkhelfallah (chauffeur), Hamid Mahiout (journaliste), Zineddine Aliou Salah (journaliste) et Nordine Serdouk (agent de sécurité).
Le 23 août 2003, Liberté fait partie des six quotidiens algériens suspendus de parution. La raison invoquée est le non paiement de dettes dues aux sociétés d’impression publiques .La Fédération internationale des journalistes (FIJ) parlera de décision politique. Liberté revient dans les kiosques une dizaine de jours plus tard, le 2 septembre 2003.

### Disparition
Le 31 mars 2022, Omar Ouali, ancien rédacteur en chef de Liberté, a révélé que le journal va cesser de paraitre à partir du 6 avril 2022 en raison de problèmes financiers. La procédure du dépôt de bilan par l’entreprise éditrice du journal Liberté sera lancée le 6 avril 2022 et le journal Liberté continuera à paraître jusqu’à la fin du mois d’avril.
Le 2 avril 2022, la décision de fermeture de Liberté a été confirmée par le propriétaire du titre Isaad Rebrab et par les journalistes et travailleurs lors d’une réunion tenue pour tirer au clair la situation.
Face à cette annonce de fermeture du média Liberté, plusieurs personnalités publiques ont réagi et ont appelé à sauver ce fleuron du paysage médiatique algérien. Zohra Drif Bittat, moudjahida et ancienne condamnée à mort, Yasmina Khadra, Boualem Sansal et Mohamed Fellag entre autres se sont mobilisés pour sauver le journal. Des politiciens algériens se sont également joints à cet élan de solidarité. Louisa Hanoune, Mohcine Belabbes et Zoubida Assoul sont unanimes à saluer l'apport du journal au paysage médiatique et à interpeller le propriétaire du journal pour reconsidérer sa décision,,.
En plus des personnalités et organisations locales, l'Union européenne et Reporters sans frontières ont alerté sur l'impact de cette décision sur la liberté de la presse en Algérie.
La décision de la fermeture définitive du journal Liberté a été actée le mercredi 6 avril lors d’une assemblée générale des actionnaires de la société éditrice du quotidien. Ainsi, Liberté va continuer à paraître jusqu’au 14 avril avec la sortie de son dernier numéro avant de cesser définitivement,,.

## Identité visuelle (logo)

Ancien logo de Liberté.
Dernier logo de Liberté.

## Contenu et format
Le journal utilise le format tabloïd (41 cm x 29 cm environ).
Liberté est un quotidien généraliste qui traite aussi bien de politique intérieure que de sport, de culture ou d'actualité internationale. Parmi les rubriques phares du journal, citons : 
- Le Radar (en page 5) : une collection de textes courts mêlant indiscrétions, insolite et informations rapides.
- La caricature d'Ali Dilem (en page 24, dernière page).
- Contrechamp de Mustapha Hammouche (en page 24) : analyse politique.
- Des Gens et des Faits : page réservée à la publication de récits, nouvelles ou romans en plusieurs épisodes. Auteurs : Adila Katia, Yasmina Hanane, dessin de A. Ammouri.
- Des suppléments : 
  - Sport par Samir Lamari
  - Économie par Ali Titouche

## Journalistes deLiberté, passés ou présents
- Ahmed Fattani
- Hacène Ouandjeli
- Ali Ouafek
- Zoubir Ferroukhi
- Mustapha Mohammedi
- Mustapha Hammouche
- Hamid Saidani
- Djilali Benyoub
- Ali Dilem
- Farid Belgacem
- Samir Lamari
- Khaled Remouche
- Akli Rezouali
- Badreddine Khris
- Karim Kebir
- Lyes Menacer
- Karim Benamar
- Hanafi Hattou
- Mohamed Mouloudj
- Samir Leslous
- Samir Ould-Ali
- Said Oussad
- Salim Koudil
- Imène Amokrane
- Meziane Rabhi
- Ali Boukhlef
- Ali Titouche
- Sihem Benmalek
- Malika ben Medjbour
- Souhila Hammadi
- Nabila Saidoune
- Rosa Hendel
- Amina Hadjiat

## Tirage
Les derniers chiffres officiels remontent à l'année 2006. Liberté affichait un tirage de 114 500 exemplaires selon le Ministère de la communication algérien. Ce chiffre le classe en quatrième position des tirages de la presse quotidienne algérienne et en troisième position si l'on ne tient compte que des quotidiens francophones.
En juillet 2007, le quotidien arabophone El Khabar a publié un sondage réalisé par l'institut IMMAR. Ce sondage classe Liberté en tête des quotidiens les plus lus de la région du centre de l'Algérie (qui englobe l'Algérois, la Kabylie et la Mitidja). Liberté se classe deuxième pour la région sud et cinquième pour les régions ouest et est du pays.